# 本田景子
本田 景子（ほんだ けいこ、1982年〈昭和57年〉11月11日 - ）は、日本のチアリーダー。神奈川県横浜市出身。身長163cm。血液型はB型。2017年よりバスケットボール日本代表オフィシャルチアリーダーズ「AKATSUKI VENUS」の一員として活動した。

## 来歴
明治学院大学国際学部国際学科卒業後、神鋼商事に就職し、鉄鋼原料本部にて、鉄の原料となる石炭や鉄鉱石の輸入実務業務に携わっていた。
4歳の頃からクラシックバレエを習い、大学入学前に文化祭でチアリーディングを観たのを機にチアを夢見たが、入学後はチアリーディング部に入らず、ダンススクールに通っていた。目標としていたチアリーダーは安田愛。
2007年度、富士通チアリーダー（Xリーグ富士通フロンティアーズ、Wリーグ富士通レッドウェーブ、Jリーグ川崎フロンターレ応援）にて活動。同年度のアメリカンフットボールワールドカップ出場JAPAN X BOWLや2008年度 Pro Bowlにも参加。
2009-2010年度 bjリーグ東京アパッチダンスチームでTRFのSAMの元で活動。
2010年度 NFLサンフランシスコ・フォーティーナイナーズのトライアウトに参加するも、セミファイナルで落選。
その後は2011-2012年度 bjリーグ横浜ビー・コルセアーズチアリーダー「B-ROSE」、2011-2012年度 「オールスタープロチアリーダーズ」、2013-2016年度 NBL日立SUNROCKERS東京チアリーダー「SUNROCKER GIRLS」、2016-2017年度 Bリーグサンロッカーズ渋谷チアリーダー「SUNROCKER GIRLS」の一員を歴任。
2017年にはバスケットボール日本代表AKATSUKI FIVEオフィシャルチアリーダーズ「AKATSUKI VENUS」として活動。その一方で2018年度 NFLジャクソンビル・ジャガーズチアリーダー「ジャクソンビル・ロアー」のメンバーに選出。以後2022年度現在に至るまでジャクソンヒル・ロアーのメンバーとして活動中。